# Roland Vuillaume
Roland Vuillaume, né le 12 avril 1935 à Vaux-et-Chantegrue (Doubs), est un homme politique français.

## Détail des fonctions et des mandats
Mandats parlementaires
- 30 novembre 1980 - 22 mai 1981 : Député de la 3e circonscription du Doubs[1]
- 21 juin 1981 - 1er avril 1986 : Député de la 3e circonscription du Doubs[2]
- 16 mars 1986 - 14 mai 1988 : Député du Doubs[3]
- 12 juin 1988 - 1er avril 1993 : Député de la 5e circonscription du Doubs[4]
- 21 mars 1993 - 21 avril 1997 : Député de la 5e circonscription du Doubs[5]
- 1er juin 1997 - 18 juin 2002 : Député de la 5e circonscription du Doubs[6]

Mandats locaux
- Maire de Pontarlier (1983-1989)
- Conseiller général du Canton de Mouthe (1979-1998)